# Lam Kam San
Lam Kam San (Macau, 10 mei 1971) is een Macaus autocoureur.

## Carrière
San begon zijn autosportcarrière in de toerwagens. In 1996 en 1997 eindigde hij als tweede in de Macau ACP Race. Vervolgens ging hij rijden in het Macau Touring Car Championship, waarin hij in 2001 in een Honda Civic als tweede eindigde in de 1600-klasse. Hierna stapte hij over naar het Asian Touring Car Championship, waarin hij in 2002 één overwinning boekte. In 2003 eindigde hij als achtste in de Macau CTM Cup en als tweede in de Chinese Formula Campus. In 2008 reed hij in de C-klasse van de Macau Road Sport Challenge, waarin hij kampioen werd in een Honda S2000. In 2010 won hij ook de Road Sport-klasse van het Macau Touring Car Championship rijdend in een Mitsubishi EVO. In 2012 eindigde hij met een Honda Civic als achtste in de Macau CTM Cup.
In 2013 maakte San zijn debuut in het World Touring Car Championship. Voor het team China Dragon Racing reed hij in een Chevrolet Lacetti zijn thuisrace op het Circuito da Guia. Hij eindigde de races als 26e en twaalfde, waardoor hij puntloos bleef.